# Cúrcuma
La cúrcuma (Curcuma longa o Curcuma domestica) és una planta tropical de la família de les zingiberàcies. És cultivada a l'Índia i estesa fins al nord d'Austràlia, però originària de l'Àsia Sud-oriental. Té un rizoma de color taronja viu i és molt utilitzat com una espècia (sota el nom tumèric). A la cultura asiàtica se la considera com una planta màgica a causa de les seves característiques organolèptiques i les seves propietats terapèutiques i protectores, sobretot a nivell hepàtic i cutani.

## Nomenclatura
- Nom científic: Curcuma longa, L.
- Noms populars: Safrà de l'Índia, rizoma de cúrcuma, arrel de cúrcuma, turmeric,

- Etimologia: el nom de la planta Curcuma longa, prové de l'àrab clàssic kurkum, i aquest del pelvi kurkum, safrà.

## Descripció
És una planta herbàcia vivaç amb un rizoma del qual en surten les fulles i les inflorescències. D'aquests rizomes parteixen arrels en forma de tub, les quals són riques en midó i tenen gran interès per als humans. La cúrcuma té un caràcter rizomatós; és a dir, a vegades és una invasora agressiva d'altres espècies vegetatives. El tumèric és el rizoma quan és utilitzat com a espècia picant i aromatitzant, per exemple en el curri.
Les fulles són ovolanceolades i grans, de fins a 1,2 m, primes, de color verd clar amb marge sencer i amb nervacions paral·leles. Es disposen d'una manera díctica, són embeinants i sovint ligulades, i tenen limbes pinnatinerviosos de grans dimensions.
A l'estiu, les inflorescències són les espigues (curtes i amb una elevada densitat de flors d'un to groguenc) de flors zigomorfes, amb pètals d'un intens color groc. Aquestes inflorescències estan envoltades per bràctees de color verdós amb taques vermelloses que formen una mena de con de 10-15 cm de longitud.
Les flors tenen un calze tubular de 3 sèpals i una corona amb forma d'embut, formada per 3 pètals amb forma de con. Generalment les flors apareixen reunides en unes inflorescències terminals cimoses, racemoses o capituliformes. Però a vegades també les trobem solitàries (aïllades). Principalment són hermafrodites i bracteades, zigoformes o asimètriques.
Les flors tenen una alta producció de nèctar i es caracteritzen per una pol·linització zoòfila, que duen a terme les abelles, els lepidòpters, i fins i tot, algunes aus (de la familia Nicolaia i Harndstedtia).
La cúrcuma té un rizoma principal gruixut del qual surten múltiples arrels i que forma la "cúrcuma rodona". Hi apareixen també rizomes secundaris laterals, amb forma digitada, que constitueixen la "cúrcuma allargada", que és la forma més comuna en el mercat. Aquesta cúrcuma allargada es presenta en fragments de 4-7 cm de longitud i 1-1,5 cm de diàmetre, estrets per les vores, durs i amb la superfície externa grisa, verdosa o groguenca. La fractura és d'un color groc vermellós brillant.
Microscòpicament, s'observa que té l'estructura típica dels monocots, amb nombrosos fascicles distribuïts per sota del còrtex i un cilindre central. És molt abundant la presència de grans de midó característics, amb forma d'ampolla, fil excèntric i capes d'hidratació molt aparents. En el parènquima apareixen cèl·lules secretores d'olis essencials i pigments groguencs que difonen als teixits veïns.

## Ecologia
La cúrcuma es pot trobar des de la Polinèsia i la Micronèsia fins a l'Àsia Sud-oriental, l'Índia, la Xina, Taiwan, el Japó, Sri Lanka… també a l'Àfrica i l'Amèrica Central.
Sangli, una ciutat del sud de l'Índia a l'estat de Maharashtra, és un dels productors més importants d'aquesta planta, que es conrea pels rizomes.

## Principis actius

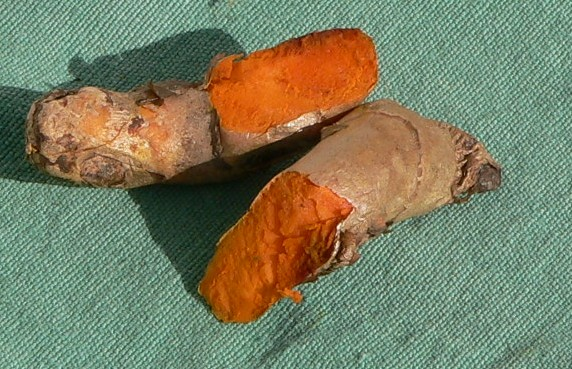
Rizoma de cúrcuma

Els principis actius de la cúrcuma són carbohidrats, àcids grassos, olis essencials com els sesquiterpens, curcuminoïdes com la curcumina i altres polipèptids com la turmerina.
El principal component actiu de la cúrcuma és la curcumina, una substància de color groc present als rizomes de la planta i responsable de la seva activitat biològica. Se sap que aquesta substància és estable a l'estómac i a l'intestí prim; la seva elevada lipofília li permet una ràpida absorció gastrointestinal per difusió passiva. Després de la seva administració, és metabolitzada i excretada principalment per la bilis, la femta i l'orina. Els seus principals metabòlits també són bioactius. Es coneix la seva activitat antibacteriana, antifúngica i antiparasitària, i recentment s'ha demostrat la seva capacitat per a inhibir la integrasa del HIV-1. També s'han demostrat efectes específics en altres teixits i òrgans, com la pell, el sistema gastrointestinal i respiratori i el fetge.
Totes aquestes propietats són degudes a diferents mecanismes d'acció. S'ha demostrat que la cúrcuma posseeix efectes antiinflamatoris, a través de la modulació del metabolisme dels eicosanoides. També té capacitat inmunomoduladora, principalment perquè altera el perfil de les citocines Thl dels limfòcits T helper, i activitat hipolipidémica, de manera que fa disminuir el colesterol, els triacilglicerols i els fosfolípids plasmàtics, així com les LDL.
Hi ha molts estudis que demostren la capacitat de la cúrcuma per a estabilitzar membranes i per a prevenir la peroxidació lipídica, un procés fonamental en l'establiment, la progressió i les complicacions de moltes patologies com les malalties hepàtiques, renals, cardiovasculars i neurodegeneratives, en la diabetis i en les cataractes.
Les últimes investigacions sobre els efectes biològics dels extractes de cúrcuma i dels curcuminoides estan encaminades a estudiar la seva activitat anticancerosa, principalment enfront del càncer de pell, de còlon i de duodè.
Al llarg de la història, principalment els pobles asiàtics, han preparat nombrosos extractes, etanòlics, metanòlics i diferents solucions per a analitzar les seves activitats biològiques.

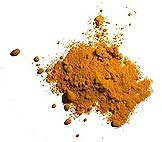
Tumèric

## Utilitat
El tumèric (rizoma de la cúrcuma sec i reduït a pols) es fa servir com a espècia i forma part de les barreges d'espècies de la cuina índia, especialment del curri, però també en el "chutney" i en els envinagrats. El procediment de preparació passa per la cocció, pelatge, assecatge i molta final. Fa una olor molt aromàtica i té un gust una mica amarg i picant.
El tumèric també s'utilitza sovint com a colorant alimentari, i és present a tota mena de preparats alimentaris, com begudes, pastisseria, derivats làctics, caramels, galetes, begudes, gelats, iogurts, salses, etc. També és molt apreciat com a substitut del costós safrà.
La cúrcuma es fa servir per a tenyir de color groc teles com ara bé llana, cotó, seda, també paper i cuir fi.
S'usa en l'elaboració de condiments: mostasses, adobs i en pols de curri.
En cosmètica i farmàcia, per a acolorir pomades.
En especialitats medicinals com tintures i extractes, per al tractament de trastorns hepatobiliars.
En perfums i licors.

## Cultius
Algunes cúrcumes es cultiven com a flors ornamentals en jardins tropicals o com a curiositats en hivernacles de jardins botànics.
En els tròpics es cultiven en parterres de jardí ben llaurats, amb terra mitjanament fèrtil. Els rizomes o tubercles es planten al final de l'estació seca i es reguen amb freqüència quan apareixen les fulles noves. Els rizomes de la cúrcuma es conreen quan se n'assequen les fulles.
La planta prefereix la calor dels tròpics per a seguir el seu cicle vital més adequadament i correctament; ara bé, es pot cultivar amb èxit en zones de clima temperat.

## Nutrició
Per 100 grams de cúrcuma en pols, la informació nutricional és la següent:
- Calories: 354 kcal
- Greixos monoinsaturats.:1,7 g
- Fòsfor: 267,6 mg
- Vitamina C: 25,9 mg
- Proteïnes: 7,8 g
- Greixos poliinsaturats.: 2,2 g
- Potassi: 2525 mg
- Vitamina E: 0,1 mg
- Colesterol: 0,0 mg
- Calci: 182,5 mg
- Sodi: 37,8 mg
- Greixos: 3,1 g
- Magnesi: 193 mg
- Vitamina A: 0,0 IU

## Contraindicacions-efectes secundaris
Les reaccions adverses de la cúrcuma són lleus i transitòries.
Un consum excessiu del rizoma de la cúrcuma, pot provocar l'obstrucció de les vies biliars i induir a la formació d'úlceres d'estómac. S'ha de tenir en compte el percentatge de contingut d'alcohol que conté l'extracte fluid.
En rares ocasions pot produir gastritis o úlcera pèptica, ja que els curcuminoides alteren la proliferació cel·lular.